# Ассоциация революционной кинематографии (АРК)
Организована в Москве летом 1924, объединяет профессионалов - работников кино под лозунгом: «Кино на службу стране советов». Оформление кино-общественности и оказание содействия советскому кино-производству осуществляется помощью ежемесячника «Кино-журнал АРК» (выходит с 1925, с мая 1926 — «Кино-Фронт») и постоянной деловой связи с кино-фабриками.
Работа по поднятию квалификации членов и разработке текущих вопросов кино-жизни проходит по секциям: производственной, сценарной, музыкальной, крестьянской, научно-педагогической.
В 1925 по образцу московской АРК организованы подобные же ассоциации в Ленинграде и некоторых других крупных городах.
В 1928 году (по другим сведениям в 1929 году) АРК была переименована в Ассоциацию работников революционной кинематографии (АРРК).
В 1935 году на Первом Всесоюзном совещании творческих работников советской кинематографии было принято решение о роспуске АРРК.